# Меуляно
Меуля̀но (на италиански: Meugliano; на пиемонтски: Muvian, Мувиан) е село в Северна Италия, Метрополен град Торино, регион Пиемонт. Разположено е на 680 m надморска височина. От 1 януари е част от новосъздадената община Валкиуза. Населението на селото е 77 души (към 31.12.2018 г.).